# 小行星4038
小行星4038（英語：4038 Kristina）是一颗围绕太阳公转的小行星。1987年8月21日，艾瑞克·怀特·埃尔斯特在拉西拉天文台发现了此天体。
这颗小行星的绝对星等为46.67169等。